# Pachyrukhos
Pachyrukhos − rodzaj wymarłego notoungulata z rodziny Hegetotheriidae, żyjącego w oligocenie i miocenie w Ameryce Południowej. Pachyrukhos mierzył ok. 30 cm długości i wyglądem przypominał nieco zająca, mimo że nie był z nim spokrewniony: posiadał długie, moce stopy, umożliwiające mu wykonywanie długich skoków, wielkie uszy, związane z jego bardzo dobrym słuchem. Posiadał również dobry wzrok, umożliwiający prowadzenie nocnego trybu życia.
Etymologia nazwy rodzajowej: gr. παχυς pakhus „wielki, gruby”; ῥυγχος rhunkhos „pysk, ryj”.